# 加蓬民主黨
加蓬民主党（法語：Parti Démocratique Gabonais，缩写为PDG），加蓬前执政党，成立于1968年，前身为争取加蓬独立的加蓬民主论坛。
自加蓬独立以来，加蓬民主党一直掌握着政权，其领袖莱昂·姆巴和哈吉·奥马尔·邦戈相继担任加蓬总统。1968至1990年期間，加蓬民主党是加蓬唯一的合法政党。
1990年，黨禁解除，加蓬民主黨以僅僅過半之勢守住議會控制權，之後的選舉，民主黨一直佔據著絕對多數。